# Copa de fútbol femenino de Alemania 2019-20
La Copa de fútbol femenino de Alemania 2019-20 es la 40va temporada de la segunda competición más importante del fútbol femenino en Alemania luego de la Bundesliga Femenina. Participan 49 equipos de la primera y de la segunda división.
Debido a la pandemia de coronavirus en Alemania el 16 de marzo se anunció que la competición quedaría suspendida hasta el 19 de abril. El 3 de abril, la suspensión se extendió hasta el 30 abril. El 20 de mayo se anunció que la competición continuaría el 2 de junio. Todos los partidos serán jugados a puerta cerrada.

## Resultados

### Primera ronda
El sorteo se realizó el 11 de julio y los partidos se jugaron el 3 y 4 de agosto de 2019.
| Equipo 1            | Resultado | Equipo 2                |
| ------------------- | --------- | ----------------------- |
| Eintracht Brunswick | 1–3       | Arminia Bielefeld'      |
| FSV Babelsberg 74   | 1–6       | Walddöfer SV            |
| 1. FFV Erfurt       | 0–7       | 1. FC Saarbrücken       |
| Hegauer FV          | 0–1       | FC Ingolstadt 04        |
| FC Forstern         | 2–0       | 1. FFC 08 Niederkirchen |
| TuS Wörrstadt       | 1–0       | 1. FC Mönchengladbach   |
| Hamburger SV        | 2–0       | Unión Berlín            |
| RB Leipzig          | 4–2       | BV Cloppenburg          |
| Borussia Bocholt    | 3–0       | Viktoria Berlin         |
| TuS Schwachhausen   | 1–5       | SV Berghofen            |
| HSG Warnemünde      | 0–7       | FSV Gütersloh           |
| Magdeburger FFC     | 2–3       | Holstein Kiel           |
| SV Göttelborn       | 1–5       | SG Andernach            |
| SV Holzbach         | 0–4       | FC Núremberg            |
| Eintracht Fráncfort | 3–1       | SV Hegnach              |
| Fortuna Colonia     | 1–4       | FSV Hessen Wtzlar       |
| SV 67 Weinberg      | 5–0       | Karlsruher SC           |

### Segunda ronda
Los partidos se jugaron el 7 y 8 de septiembre de 2019.Los ocho mejores equipos de la Bundesliga de la temporada pasada se unen a los 24 ganadores de la ronda previa.
| Equipo 1                 | Resultado   | Equipo 2            |
| ------------------------ | ----------- | ------------------- |
| Holstein Kiel            | 1–3         | 1. FC Colonia       |
| SV Berghofen.            | 0–2         | VfL Wolfsburgo      |
| Eintracht Fráncfort      | 0–5         | FC Bayern Múnich    |
| SG Andernach             | 0–1         | FF USV Jena         |
| Borussia Bocholt         | 0–7         | Turbine Potsdam     |
| SV 67 Weinberg           | 0–1         | 1. FC Saarbrücken   |
| FC Núremberg             | 2–0 (pro)   | TuS Wörrstadt       |
| Borussia Mönchengladbach | 1–2         | Bayer 04 Leverkusen |
| Arminia Bielefeld        | 0–0 5-3 (p) | MSV Duisburgo       |
| SV Meppen                | 1–5         | SGS Essen           |
| Walddörfer SV Hamburg    | 1–4         | SV Werder Bremen    |
| Hamburger SV             | 2–2 4-5 (p) | FSV Gütersloh       |
| FSV Hessen Wetzlar       | 0–7         | TSG 1899 Hoffenheim |
| RB Leipzig               | 0–1         | 1. FFC Fráncfort    |
| FC Ingolstadt 04         | 0–2         | SC Sand             |
| FC Forstern              | 1–6         | SC Freiburg         |

## Fase final

### Octavos de final
Los partidos se jugaron el 17 y 18 de noviembre de 2018.
| Equipo 1            | Resultado | Equipo 2               |
| ------------------- | --------- | ---------------------- |
| TSG 1899 Hoffenheim | 6–1       | FF USV Jena            |
| 1. FFC Fráncfort    | 0–1       | Bayer 04 Leverkusen    |
| SV Werder Bremen    | 0–2       | SC Sand                |
| Bayern de Múnich    | 1–3       | VfL Wolfsburgo         |
| SC Friburgo         | 2–3       | 1. FFC Turbine Potsdam |
| FC Núremberg        | 1–2       | Arminia Bielefeld      |
| 1. FC Saarbrücken   | 3–4 (pro) | FSV Gütersloh          |
| 1. FC Colonia       | 1–3       | SGS Essen              |

### Cuartos de final
El sorteo se realizó el 9 de febrero de 2020. Los partidos se jugaron el 2 y 3 de junio de 2020 a puerta cerrada.
| Equipo 1               | Resultado | Equipo 2            |
| ---------------------- | --------- | ------------------- |
| Bayer 04 Leverkusen    | 3–2 (pro) | TSG 1899 Hoffenheim |
| FSV Gütersloh          | 0–3       | VfL Wolfsburgo      |
| Arminia Bielefeld      | 3–2       | SC Sand             |
| 1. FFC Turbine Potsdam | 1–3       | SGS Essen           |

### Semifinales
El sorteo se realizó el 26 de mayo de 2020. Los partidos se jugaron el 10 y 11 de junio de 2020 a puerta cerrada.
| Equipo 1            | Resultado | Equipo 2       |
| ------------------- | --------- | -------------- |
| Arminia Bielefeld   | 0–5       | VfL Wolfsburgo |
| Bayer 04 Leverkusen | 1–3       | SGS Essen      |

### Final
| 4 de julio de 2020 16:45 | VfL Wolfsburgo                                 | 3–3 (pro)                  | SGS Essen                                      | Estadio Rhein Energie, Colonia |                               |
|                          | - Harder 11' - Blässe 70' - Bloodworth 86'     | Reporte                    | - Schüller 1' - Hegering 18' - Ioannidou 90+1' | Árbitro(s): Nadine Westerhoff  | Árbitro(s): Nadine Westerhoff |
|                          |                                                | Tiros desde el punto penal |                                                |                                |                               |
|                          | - Bloodworth - Neto - Popp - Goeßling - Harder |                            | - Schüller - Oberdorf - Ioannidou - Brüggemann |                                |                               |

|  |  |

| GK            | 27 | Friederike Abt       |     |     |
| RB            | 9  | Anna Blässe          | 26' | 70' |
| CB            | 23 | Sara Doorsoun        |     |     |
| CB            | 28 | Lena Goeßling        |     |     |
| LB            | 6  | Dominique Bloodworth | 86' |     |
| RM            | 10 | Svenja Huth          |     | 89' |
| CM            | 15 | Ingrid Syrstad Engen |     | 97' |
| CM            | 11 | Alexandra Popp       |     |     |
| LM            | 14 | Fridolina Rolfö      |     | 72' |
| CF            | 17 | Ewa Pajor            |     |     |
| CF            | 22 | Pernille Harder      | 11' | 25' |
| Banquillo:    |    |                      |     |     |
| GK            | 36 | Hedvig Lindahl       |     |     |
| DF            | 16 | Noëlle Maritz        |     | 72' |
| DF            | 24 | Joelle Wedemeyer     |     |     |
| MF            | 3  | Zsanett Jakabfi      |     |     |
| MF            | 5  | Claudia Neto         |     | 97' |
| MF            | 13 | Felicitas Rauch      |     |     |
| MF            | 20 | Pia-Sophie Wolter    |     | 89' |
| Entrenador:   |    |                      |     |     |
| Stephan Lerch |    |                      |     |     |

| GK             | 1  | Stina Johannes      |     |     |       |
| RB             | 16 | Jacqueline Klasen   |     |     |       |
| CB             | 22 | Nina Brüggemann     |     |     |       |
| CB             | 27 | Marina Hegering     | 18' |     |       |
| LB             | 18 | Lena Ostermeier     |     |     |       |
| CM             | 31 | Jana Feldkamp       |     |     |       |
| CM             | 6  | Elisa Senss         |     |     |       |
| RW             | 33 | Turid Knaak         |     | 78' |       |
| AM             | 19 | Lena Oberdorf       |     |     |       |
| LW             | 17 | Nicole Anyomi       | 40' | 64' |       |
| FW             | 7  | Lea Schüller        | 1'  |     |       |
| Banquillo:     |    |                     |     |     |       |
| GK             | 20 | Kim Sindermann      |     |     |       |
| FW             | 8  | Manjou Wilde        |     |     |       |
| MF             | 11 | Irini Ioannidou     |     | 78' | 90+1' |
| MF             | 14 | Mara Grutkamp       |     |     |       |
| MF             | 25 | Maria Lange         |     |     |       |
| MF             | 13 | Ramona Petzelberger |     | 64' |       |
| FW             | 9  | Kirsten Nesse       |     |     |       |
| Entrenador:    |    |                     |     |     |       |
| Markus Hoegner |    |                     |     |     |       |

| Árbitro asistente: Sina Diekmann Annika Paszehr Cuarto árbitro: Kathrin Heimann | Reglas del partido - 90 minutos. - 30 minutos de prórroga si es necesario. - Tanda de penaltis si el resultado sigue en empate. - Nueve substitutos convocados. - Máximo de cinco substituciones, con un sexto permitido en la prórroga.}} |